# Dibamus
Dibamus is een geslacht van hagedissen uit de familie slanghazelwormen (Dibamidae).

## Naam en indeling
De wetenschappelijke naam van de groep werd voor het eerst voorgesteld door André Marie Constant Duméril en Gabriel Bibron in 1839.
Momenteel worden er soorten 23 erkend, waaronder de pas in 2017 wetenschappelijk beschreven soort Dibamus floweri. Het soortenaantal verandert regelmatig omdat er nieuwe vertegenwoordigers worden ontdekt. De soort Dibamus dalaiensis bijvoorbeeld werd in 2011 voor het eerst wetenschappelijk beschreven.

## Verspreiding en habitat
De verschillende soorten komen voor in delen van Azië en leven in de landen Cambodja, China, Filipijnen, Hongkong, India, Indonesië, Maleisië, Nieuw-Guinea, Thailand en Vietnam.
De habitat bestaat uit vochtige tropische en subtropische bossen, zowel in laaglanden als hoger gelegen bergbossen.

## Beschermingsstatus
Door de internationale natuurbeschermingsorganisatie IUCN is aan veertien soorten een beschermingsstatus toegewezen. Acht soorten worden gezien als 'onzeker' (Data Deficient of DD), vier soorten worden beschouwd als 'veilig' (Least Concern of LC) en een soort staat te boek als 'gevoelig' (Near Threatened of NT). De soort Dibamus tiomanensis ten slotte heeft de status 'bedreigd' (Endangered of EN)..

## Soorten
Het geslacht omvat de volgende soorten, met de auteur en het verspreidingsgebied.
| Naam                                                | Auteur                                           | Verspreidingsgebied                           |
| --------------------------------------------------- | ------------------------------------------------ | --------------------------------------------- |
| Dibamus alfredi                                     | Taylor, 1962                                     | Indonesië, Thailand                           |
| Dibamus bogadeki                                    | Darevsky, 1992                                   | China                                         |
| Dibamus booliati                                    | Das & Yaakob, 2003                               | Maleisië                                      |
| Dibamus bourreti                                    | Angel, 1935                                      | China, Hongkong, Vietnam                      |
| Dibamus celebensis                                  | Schlegel, 1858                                   | Indonesië                                     |
| Dibamus dalaiensis                                  | Neang, Holden, Eastoe, Seng, Ith & Grismer, 2011 | Cambodja                                      |
| Dibamus deharvengi                                  | Ineich, 1999                                     | Vietnam                                       |
| Dibamus dezwaani                                    | Das & Lim, 2005                                  | Indonesië                                     |
| Dibamus floweri                                     | Quah, Anuar, Grismer & Grassby-Lewis             | Maleisië                                      |
| Dibamus greeri                                      | Darevsky, 1992                                   | Vietnam                                       |
| Dibamus ingeri                                      | Das & Lim, 2003                                  | Indonesië                                     |
| Dibamus kondaoensis                                 | Honda, Ota, Hikida & Darevsky, 2001              | Vietnam                                       |
| Dibamus leucurus                                    | Bleeker, 1860                                    | Filipijnen, Indonesië, Maleisië               |
| Dibamus montanus                                    | Smith, 1921                                      | Maleisië                                      |
| Dibamus nicobaricum                                 | Steindachner, 1867                               | India                                         |
| Nieuw-Guinese slanghazelworm (Dibamus novaeguineae) | Duméril & Bibron, 1839                           | Filipijnen, Indonesië, Maleisië, Nieuw-Guinea |
| Dibamus seramensis                                  | Greer, 1985                                      | Indonesië                                     |
| Dibamus smithi                                      | Greer, 1985                                      | Vietnam                                       |
| Dibamus somsaki                                     | Honda, Nabhitabhata, Ota & Hikida, 1997          | Thailand                                      |
| Dibamus taylori                                     | Greer, 1985                                      | Indonesië                                     |
| Dibamus tebal                                       | Das & Lim, 2009                                  | Indonesië                                     |
| Dibamus tiomanensis                                 | Diaz, Leong, Grismer & Yaakob, 2004              | Maleisië                                      |
| Dibamus vorisi                                      | Das & Lim, 2003                                  | Indonesië                                     |